# Israel Jošua Singer
Israel Jošua Singer (v jidiš ישראל יהושע זינגער‎, ‎30. listopadu 1893 Biłgoraj, Polsko – 10. února 1944 New York, USA) byl židovský spisovatel píšící v jidiš, bratr nositele Nobelovy ceny Isaaca Bashevise Singera a spisovatelky Esther Kreitman. Žil v Kyjevě, Moskvě a od roku 1928 pak ve Varšavě. Již od roku 1916 přispíval do evropského jidiš tisku, v roce 1921 se stal dopisovatelem amerických jidiš novin Forverts (The Jewish Daily Forward). V roce 1934 emigroval do USA, kde newyorské Židovské umělecké divadlo s velkým úspěchem uvedlo jeho hru Prosťáček Joše (Yoshe Kalb), kterou napsal ještě během pobytu v rodném Polsku. Ve svém pozdějším románu Bratři Aškenaziové (Di brider Aškenazy) věrně, ale ne bez humoru a nadhledu, popsal tragický úděl židovského proletariátu v nepřátelsky naladěném prostředí lodžské textilní fabriky. K jeho dalším dílům patří memoáry O světě, který už není a román Rodina Karnovských z roku 1943. Je to příběh tří generací židovské rodiny, která přišla z chasidského Polska do svobodomyslného Berlína. Děj se odehrává  od konce 19. století až po nástup nacismu v Německu a odchod rodiny z Berlína do Spojených států.

## Díla
- Perl un andere dercelungen
- Ojf Najer ERD
- Prosťáček Joše (Yoshe Kalb), do češtiny přeložila Alice Rahmanová, Praha : Argo, 2000, ISBN 80-7203-301-8
- Bratři Aškenaziové (Di brider Aškenazy), do češtiny přeložila Kateřina Klabanová, Praha : Volvox Globator, 2002, ISBN 80-7207-482-2
- Rodina Karnovských (Di mišpoche Karnovsky), do češtiny přeložila Gita Zbavitelová, Praha: Argo 2023, ISBN 978-80-257-3999-0